# Museo Archivo Municipal de Cabrils
El Museo Archivo Municipal de Cabrils, o simplemente Museo-Archivo de Cabrils (Museu Arxiu Municipal de Cabrils en catalán), es un museo y archivo municipal inaugurado el 22 de enero de 2011 en Cabrils (España). El museo ocupa la masía de Can Ventura del Vi, en el centro de la villa. Está gestionado por el Organismo Autónomo Local Museu-Arxiu Municipal de Cabrils.

## Historia
En 1980 un grupo de vecinos de Cabrils amantes de la historia y del patrimonio plantearon la necesidad de crear un museo local en Cabrils. Entre los proponentes se encontraban Oriol Raventós, Antoni Campos, Ferran Jaumà, Jaume Tolrà y Jaume Altafulla. En 1983 la propuesta comenzó a tomar forma e implicaron al entonces concejal de cultura, Ricard Martínez Roura. El ayuntamiento atendió las peticiones de los vecinos y un año después se inauguró el Museo Municipal de Cal Àrra, en la Calle Acàcies, 4. Por diversos problemas el museo fue ocupando varias sedes, aunque sin parar la actividad cultural.
En 2010 comenzaron las obras de rehabilitación de Can Ventura del Vi. Las obras de habilitación del nuevo edificio se financiaron con dinero del Fondo Estatal de Inversión Local. Se reformó la planta baja, el piso y se incorporó un ascensor para eliminar las barreras arquitectónicas.
La nueva sede del museo se inauguró el 22 de enero de 2011.

## Objetivos
Los objetivos del museo son el estudio, conservación, documentación, restauración, exposición, difusión, fomento y pedagogía del patrimonio arqueológico, etnográfico, geológico, botánico, faunístico, histórico y cultural de Cabrils. En cuanto al archivo, sus objetivos son la conservación, catalogación, estudio y difusión de todos aquellos materiales gráficos y documentales que sean de interés histórico local.